# Pierre d'Argos
Pierre le Thaumaturge ou Pierre d'Argos (en grecː Άγιος Πέτρος ο Θαυματουργός, en latinː Petrus Thaumaturgus) est un saint thaumaturge (c'est-à-dire guérisseur) grec, commun aux Églises latine et orientales. C'est le saint patron d'Argos. Il défendit les canons de l'Église lors de la querelle de la Tétragamie ; fêté le 3 mai. 

## Biographie
Il naît dans une famille riche de Constantinople, connue pour sa piété et ses œuvres de charité. Il y avait cinq frères dans cette famille qui aidaient leurs parents dans l'exercice de la charité, notamment envers les pauvres. C'est de cette manière qu'il reçoit sa vocation monastique.
Le patriarche Nicolas le Mystique aurait voulu le nommer évêque de Corinthe, mais il refuse en faveur de son frère, Paul, préférant sa cellule monastique. Cependant il accepte plus tard de devenir évêque d'Argos et de Nauplie, à la mort du dernier évêque. Il se fait apprécier de ses ouailles par sa sainteté et son esprit d'organisation pratique. C'est lui qui prend en main la distribution de vivres pendant les périodes de disettes par manque de céréales. Il réunit aussi l'argent des rançons nécessaires afin de libérer les captifs chrétiens prisonniers des musulmans abbassides de Crète et organise les soins et le secours des malades.
Il participe en 920 à un synode qui se tient à Constantinople à l'appel du patriarche Nicolas le Mystique à propos de l'empereur Constantin Porhyrogénète, dont il était partisan. Pierre le Thaumaturge est remarqué par sa connaissance des Écritures et son érudition. Ses écrits sont notés dans la Patrologia Graeca. 

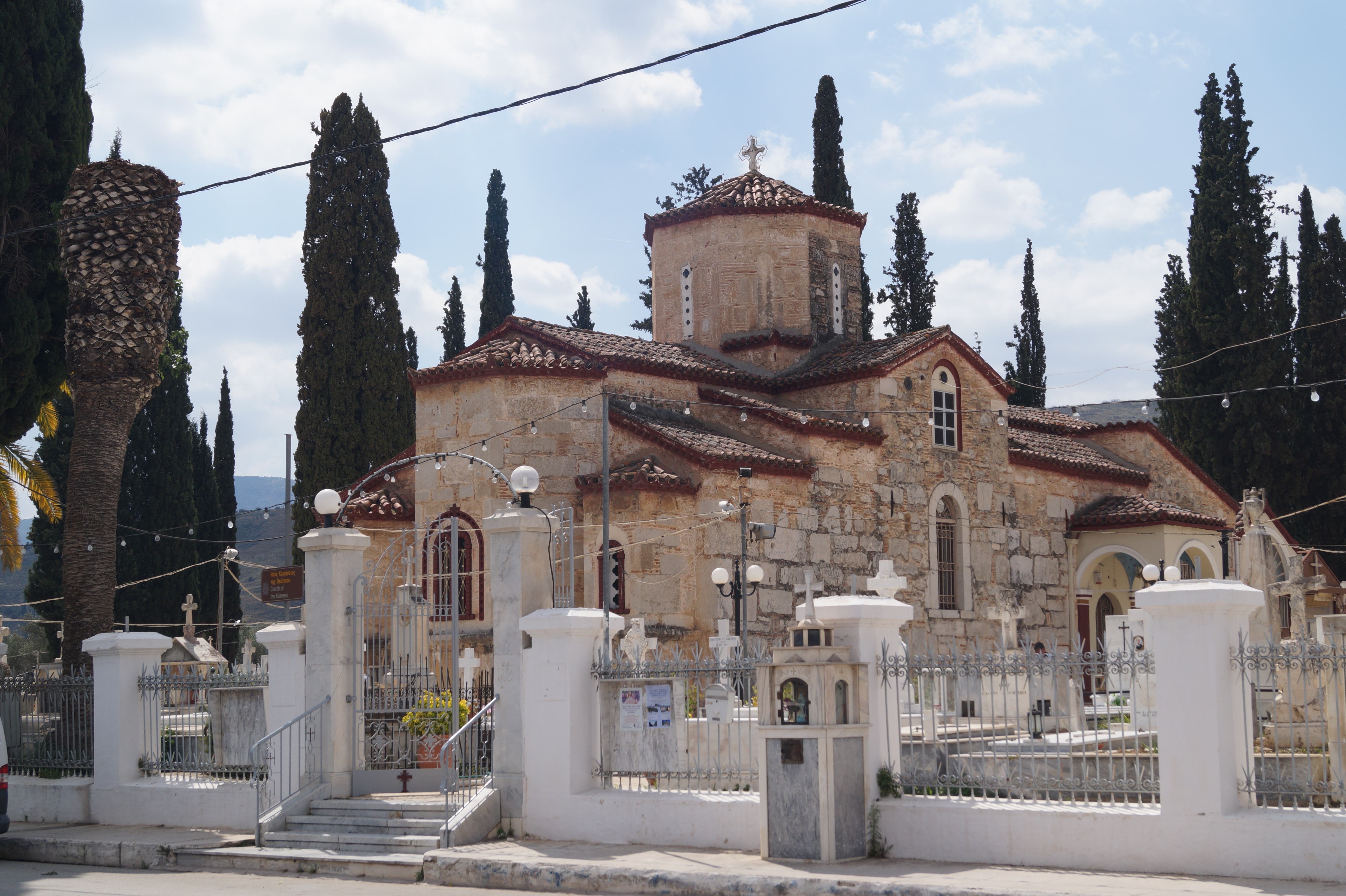
Église de la Dormition d'Argos.

Il meurt à Argos (vers 922?) et il est enterré dans l'église de la Dormition d'Argos. Sa réputation de faiseurs de miracle continue, surtout que son visage est transfiguré pendant ses funérailles et que son corps semble exuder l'huile des saints. Plus tard, ses restes sont translatés à Nauplie, puis transférés au XIVe siècle par les Vénitiens sous les auspices de l'évêque latin Segundo Nanni, lorsque Argos leur est vendue (les Ottomans s'emparent de la ville plus tard en 1463). Ses reliques sont par la suite vénérées dans un monastère latin de Rome.
Au XIXe siècle, l'évêque grec consacre une nouvelle église Saint-Pierre en son honneur à Argos. Les reliques de saint Pierre le Thaumaturge qui se trouvaient dans un monastère romain sont données par les catholiques à l'évêque orthodoxe local qui les installe dans cette église en 2008.

## Liens
- Ressource relative à la religion :   - Dictionnaire de spiritualité
- Notices d'autorité :   - VIAF
  - ISNI
  - IdRef
  - LCCN
  - Pologne
  - NUKAT
  - WorldCat